# Libanasidus impicta
Libanasidus impicta är en insektsart som först beskrevs av Carl Stål 1878.  Libanasidus impicta ingår i släktet Libanasidus och familjen Anostostomatidae. Inga underarter finns listade i Catalogue of Life.